# اذرنرسي
اذرنرسي ابن هرمز الثاني، الحاكم التاسع للإمبراطورية الساسانية التي تحكم فارس.